# Aleurolobus sterculiae
Aleurolobus sterculiae is een halfvleugelig insect uit de familie witte vliegen (Aleyrodidae), onderfamilie Aleyrodinae.
De wetenschappelijke naam van deze soort is voor het eerst geldig gepubliceerd door Jesudasan & David in 1991.